# Džudo na OI 2016.
Judo na OI 2016. u Rio de Janeiru održavalo se od 6. do 12. kolovoza. Natjecanja su se održavala u Carioca Areni 2 unutar Olimpijskog parka Barra. U džudu se natjecalo ukupno 386 boraca u 14 natjecanja (7 muških i 7 ženskih).
Za zlatno i srebrno odličje džudaši su se borili u završnici natjecanja, dok su se za brončana odličja borili pobjednici repasaža i gubitnici poluzavršnica.
Najviše odličja (12) osvojio je Japan, dok je domaćin Brazil osvojio 3 odličja, kao i Južna Koreja. Od uspješnijih nacija, Francuska je osvojila 5 odličja.
Majlinda Kelmendi je osvajanjem zlatnog odličja za Kosovo osvojila prvo olimpijsko odličje za tu zemlju uopće.

## Osvajači odličja

### Muškarci
| Kategorija             | Zlato                     | Srebro                      | Bronca                                 |
| 60 kg opširnije        | Beslan Mudranov Rusija    | Yeldos Smetov Kazahstan     | Naohisa Takato Japan                   |
| 60 kg opširnije        | Beslan Mudranov Rusija    | Yeldos Smetov Kazahstan     | Diyorbek Urozboev Uzbekistan           |
| 66 kg opširnije        | Fabio Basile Italija      | An Ba-ul Južna Koreja       | Rishod Sobirov Uzbekistan              |
| 66 kg opširnije        | Fabio Basile Italija      | An Ba-ul Južna Koreja       | Masashi Ebinuma Japan                  |
| 73 kg opširnije        | Shohei Ono Japan          | Rustam Orujov Azerbajdžan   | Lasha Shavdatuashvili Gruzija          |
| 73 kg opširnije        | Shohei Ono Japan          | Rustam Orujov Azerbajdžan   | Dirk Van Tichelt Belgija               |
| 81 kg opširnije        | Khasan Khalmurzaev Rusija | Travis Stevens SAD          | Sergiu Toma Ujedinjeni Arapski Emirati |
| 81 kg opširnije        | Khasan Khalmurzaev Rusija | Travis Stevens SAD          | Takanori Nagase Japan                  |
| 90 kg opširnije        | Mashu Baker Japan         | Varlam Liparteliani Gruzija | Gwak Dong-han Južna Koreja             |
| 90 kg opširnije        | Mashu Baker Japan         | Varlam Liparteliani Gruzija | Cheng Xunzhao NR Kina                  |
| 100 kg opširnije       | Lukáš Krpálek Češka       | Elmar Gasimov Azerbajdžan   | Cyrille Maret Francuska                |
| 100 kg opširnije       | Lukáš Krpálek Češka       | Elmar Gasimov Azerbajdžan   | Ryunosuke Haga Japan                   |
| iznad 100 kg opširnije | Teddy Riner Francuska     | Hisayoshi Harasawa Japan    | Rafael Silva Brazil                    |
| iznad 100 kg opširnije | Teddy Riner Francuska     | Hisayoshi Harasawa Japan    | Or Sasson Izrael                       |

### Žene
| Kategorija            | Zlato                    | Srebro                          | Bronca                              |
| 48 kg opširnije       | Paula Pareto Argentina   | Jeong Bo-kyeong Južna Koreja    | Ami Kondo Japan                     |
| 48 kg opširnije       | Paula Pareto Argentina   | Jeong Bo-kyeong Južna Koreja    | Galbadrakhyn Otgontsetseg Kazahstan |
| 52 kg opširnije       | Majlinda Kelmendi Kosovo | Odette Giuffrida Italija        | Misato Nakamura Japan               |
| 52 kg opširnije       | Majlinda Kelmendi Kosovo | Odette Giuffrida Italija        | Natalia Kuziutina Rusija            |
| 57 kg opširnije       | Rafaela Silva Brazil     | Dorjsürengiin Sumiyaa Mongolija | Telma Monteiro Portugal             |
| 57 kg opširnije       | Rafaela Silva Brazil     | Dorjsürengiin Sumiyaa Mongolija | Kaori Matsumoto Japan               |
| 63 kg opširnije       | Tina Trstenjak Slovenija | Clarisse Agbegnenou Francuska   | Yarden Gerbi Izrael                 |
| 63 kg opširnije       | Tina Trstenjak Slovenija | Clarisse Agbegnenou Francuska   | Anicka van Emden Nizozemska         |
| 70 kg opširnije       | Haruka Tachimoto Japan   | Yuri Alvear Kolumbija           | Sally Conway Ujedinjeno Kraljevstvo |
| 70 kg opširnije       | Haruka Tachimoto Japan   | Yuri Alvear Kolumbija           | Laura Vargas Koch Njemačka          |
| 78 kg opširnije       | Kayla Harrison SAD       | Audrey Tcheuméo Francuska       | Mayra Aguiar Brazil                 |
| 78 kg opširnije       | Kayla Harrison SAD       | Audrey Tcheuméo Francuska       | Anamari Velenšek Slovenija          |
| preko 78 kg opširnije | Émilie Andéol Francuska  | Idalys Ortiz Kuba               | Kanae Yamabe Japan                  |
| preko 78 kg opširnije | Émilie Andéol Francuska  | Idalys Ortiz Kuba               | Yu Song NR Kina                     |